# Kumakwane
Kumakwane is een dorp in het district Kweneng in Botswana. De plaats telt 5545 inwoners (2011).